# Darreh Gepī
Darreh Gepī (persiska: درّه گپی) är en ort i Iran.   Den ligger i provinsen Kohgiluyeh och Buyer Ahmad, i den centrala delen av landet, 500 km söder om huvudstaden Teheran. Darreh Gepī ligger 1 015 meter över havet och antalet invånare är 185.
Terrängen runt Darreh Gepī är bergig åt sydväst, men åt nordost är den kuperad. Terrängen runt Darreh Gepī sluttar västerut.Runt Darreh Gepī är det ganska glesbefolkat, med 47 invånare per kvadratkilometer. Närmaste större samhälle är Bāvaj, 9,1 km väster om Darreh Gepī. Omgivningarna runt Darreh Gepī är i huvudsak ett öppet busklandskap.